# Аэропорт имени сэра Гаэтана Дюваля
Аэропорт имени сэра Гаэтана Дюваля (ИАТА: RRG, ИКАО: FIMR) расположен на острове Родригес, принадлежащем Маврикию. Аэропорт назван в честь сэра Шарля Гаэтана Дюваля (1930—1996), лидера Маврикийской социал-демократической партии, бывшего заместителя премьер-министра Маврикия, который курировал развитие Родригеса.